# مكافئ رملي (اختبار)
المكافئ الرملي أو المعادل الرملي (بالإنجليزية: Sand Equivalent Test)‏ هو اختبار لتحديد نسبة الرمل أو المواد الناعمة (غضار وشوائب) ونسبة الحبيبات الخشنة كنسبة حجمية ضمن مزيج التربة. يجرى هذا الاختبار على الترب الخشنة لأن وجود مواد ناعمة يغير في سلوكيتها بشكل ملحوظ، تجرى هذه التجربة على المواد المارة من المنخل رقم 4 أي الحبيبات بقطر أقل من 4.76 مم.

هذه صورة آلية المكافئ الرملي أو المعادل الرملي تساعد على تحديد نسبة الرمل أو المواد الناعمة ونسبة الحبيبيات الخشنة كنسبة حجمية ضمن مزيج التربة

وضع العالم هفيم هذه التجربة لدراسة خواص التربة، وبدأ تطبيقها في الولايات المتحدة في عام 1950 م. وهي مستعملة بكثرة في مجال أعمال الخرسانة والطرق.

## الطريقة
تأخذ عينة من المواد المارة من المنخل رقم 4 بمقدار 125 غ بعد تجفيفها بالفرن بدرجة حرارة 110 مئوية وتوضع العينة في أنبوب اختبار شفاف مدرج وقطره الداخلي 3.2 سم وارتفاعه 43 سم ومدرج حتى ارتفاع 38 سم ويضاف إليها محلول مخصص يتكون من ماء مقطر وغليسرين وكلوريد الكالسيوم وفورمالدهيد حتى يبلغ الارتفاع 10 سم ويضرب براحة اليد برفق على قاعدة الإنبوب عدة مرات لإخراج الفقاعات الهوائية، ويترك الإنبوب لمدة 10 دقائق ثم يغلق الأنبوب بسدادة ويوضع على رجاج كهربائي أو ميكانيكي ونرجها 90 دورة خلال 30 ثانية، تزال السدادة ويدخل ماسورة نحاسية يمر عبرها المحلول المخصص وتغسل جوانب الأنبوب وصولاً إلى القاع مع إمالة الإنبوب وتدويره وترفع عندما يصل ارتفاع المحتوى إلى 38 سم ثم يترك الخليط 20 دقيقة.
ثم يسجل ارتفاع سطح الغضار ويتم إنزال قضيب معدني طوله 25.2 سم وعليه مؤشر وفي نهايته ثقل حتى يستقر على سطح الرمل المترسب في قاع الإنبوب، ويسجل المنسوب عند المؤشر ويعتبر هو ارتفاع السطح العلوي للرمل. ويحسب المكافئ الرملي وفق المعادلة:
المكافئ الرملي = ارتفاع الرمل / ارتفاع الغضار × 100
وتصنف التربة بالاعتماد على اختبار المكافئ الرملي حسب الجدول
| نوع التربة | المكافئ الرملي |
| ---------- | -------------- |
| غضارية     | 0              |
| لدنة       | 20             |
| غير لدنة   | 40             |
| رملية      | 100            |

## تحضير المحلول
يتركب المحلول المستخدم في هذه التجربة من 557 غ كلوريد الكالسيوم و 2510 غ غليسرين و 57.5 غ فورمالدهيد توضع في حوجلة سعة 5 ل ويضاف إليها 2 ل ماء مقطر وترج الحوجلة بقوة ثم تترك فترة حتى تبرد ويضاف إليها الماء المقطر حتى يصل المجموع إلى 5 ل. وعند إجراء التجربة يضاف 25 سم3 من هذا المحلول إلى كل 1 ليتر ماء يستخدم في التجربة.